# Novotny Mähner Assoziierte

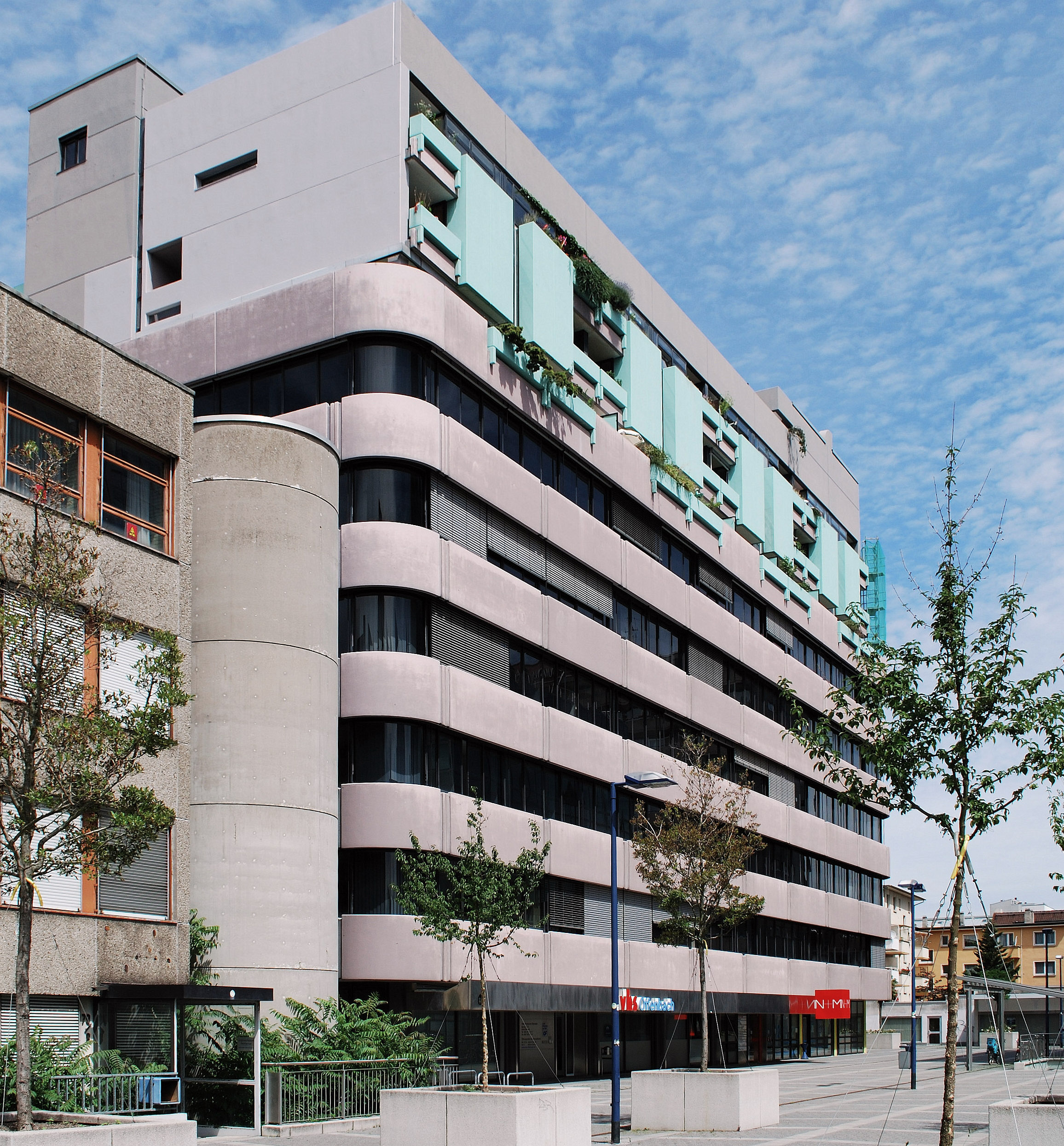
N + M Haus, Offenbach

La Novotny Mähner Assoziierte appelée désormais ATP Frankfurt est une entreprise d'architecture allemande installée à Offenbach am Main, dans le Land de Hesse, en Allemagne, près de Francfort-sur-le-Main. L'entreprise a été fondée par Fritz Novotny et Arthur Mähner. Elle se concentre depuis sa création sur des projets d'architecture moderne, elle est notamment connue pour la réalisation de plusieurs gratte-ciel situés dans le Land de Hesse.

## Principales réalisations

### Offenbach am Main
- N + M Haus
- Omega-Haus (complexe de bâtiments)
- ING BHF-Bank
- City tower (Offenbach), 2003
- Justizkomplex

### Francfort-sur-le-Main

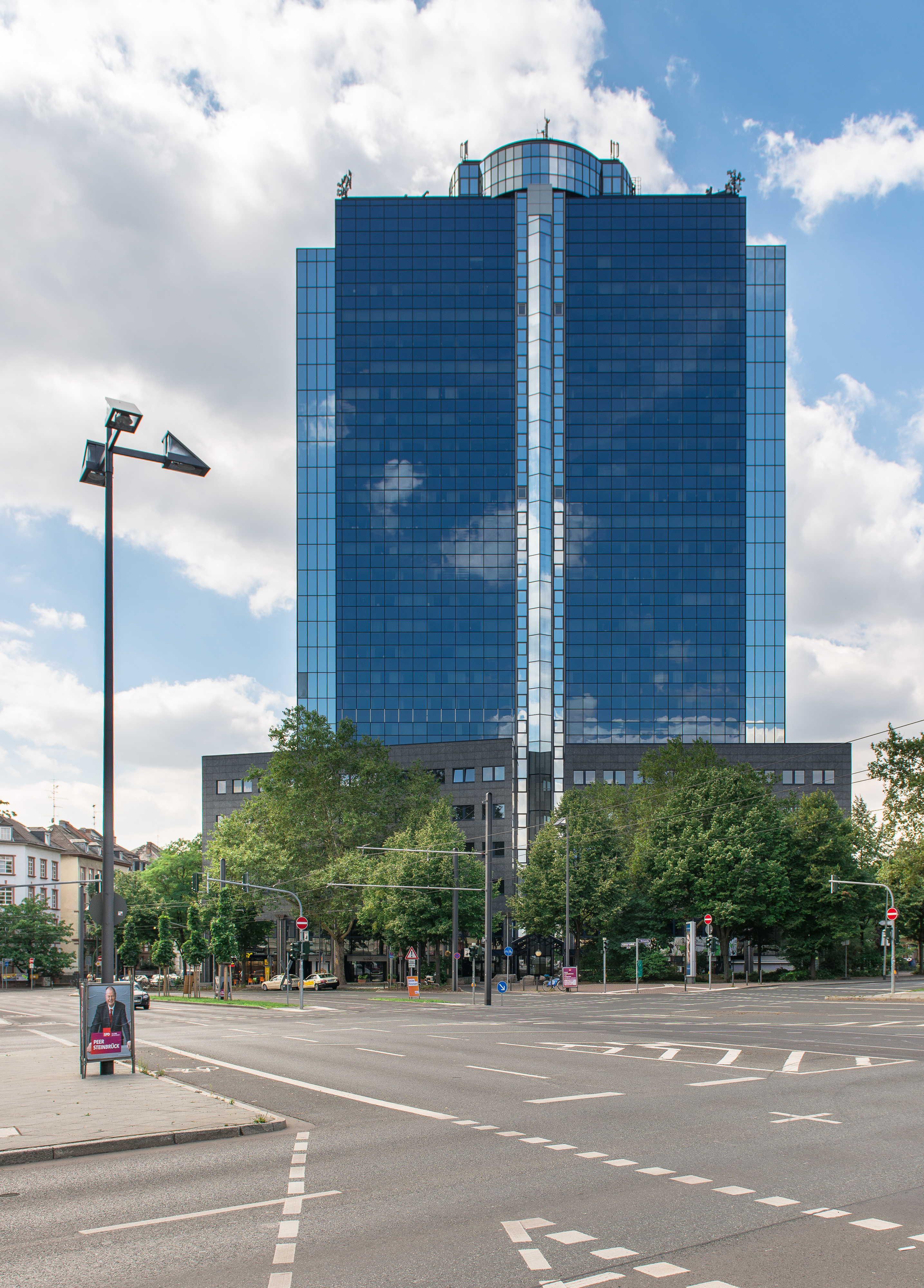
Büro Center Nibelungenplatz

- Tour Trianon
- Tour Gallileo
- Garden Towers
- Eurotheum (Francfort), 1999
- American Express
- Taunus Tower
- Büro Center Nibelungenplatz, 1966
- Main Triangel

### Autres
- Limes Haus 1 (Schwalbach am Taunus)
- Hochhaus Mercedesstraße (Düsseldorf)
- Humboldt Park (Munich)
- Baderversand (Pforzheim)
- Euroforum Luxemburg (Luxembourg)
- Sunflower Tower (Pékin, Chine), 1999